# Trans and Dance
A Trans and Dance az Omega (együttes) tizennegyedik magyar stúdióalbuma, 1995-ből, az első nagylemez az 1987 és 1994 közti hallgatás után. Ekkor már velük játszott Szekeres Tamás gitáros és vendégszerepelt az egykori Omega-tag Presser Gábor is. A cím nem zenei stílusokat jelöl, hanem szójáték, a transzcendensre utal.
Az album angol változata egy évvel később jelent meg, Transcendent címmel és némileg eltérő anyaggal (2004-ben a magyar album felújított kiadása is ugyanezt a címet és borítót kapta).

## Kiadások
| Év   | Kiadó           | Formátum | Sorszám              | Megjegyzések |
| ---- | --------------- | -------- | -------------------- | --- |
| 1995 | Hungaroton Mega | CD       | HCD 37772 (95/M-140) | |
| 1995 | Hungaroton      | MC       |                      | |
| 2004 | Hungaroton Mega | CD       | HCD 37772 (M-87626)  | Transcendent – felújított kiadás angol bónuszdallal, az Antológia vol. 5. 1985–2000 – Rock albumok részeként és önállóan is megjelent. A cím és a borító az album angol változatáéval egyezik. |

## Az albumhoz kapcsolódó kislemez
| Címadó dal | További dal(ok) | Év   | Kiadó           | Sorszám | Megjegyzések |
| ---------- | --------------- | ---- | --------------- | ------- | --- |
| Miss World | -               | 1994 | Hungaroton Mega |         | A dal angol változata. Önállóan kereskedelmi forgalomba nem került, a Népstadion-beli koncert jegyei mellé járt. |

## Dalok
A Nyitány nem azonos az 1978-ban megjelenttel. Bár azóta nyilvánosan is elismerték, hogy Várszegi Gábor neve alatt Bródy János (is) írt szövegeket az Omegának, hivatalosan továbbra is az eredeti formában jegyzik a szerzőséget.
1. Nyitány (Mihály Tamás) (instrumentális)
2. Égi harangok (Mihály Tamás – Várszegi Gábor)
3. Az álmodozó (Presser Gábor – Sztevanovity Dusán)
4. Minden könnycseppért kár (Presser Gábor – Sztevanovity Dusán)
5. Levél – Poste restante (Kóbor János – Sülyi Péter)
6. Yeshiva éneke (Benkő László – Várszegi Gábor)
7. Csillaglány (Mihály Tamás – Várszegi Gábor, Trunkos András)
8. Bíbor hajnal (Molnár György – Várszegi Gábor)
9. A rock 'n roll nem hagy el (Mihály Tamás – Várszegi Gábor)
10. Égi szerelem (Mihály Tamás – Várszegi Gábor)
11. Miss World (Mihály Tamás, Kóbor János – Ambrózy István)
12. A kereszt-út vége (Mihály Tamás, Trunkos András – Várszegi Gábor)

### Bónusz a 2004-es kiadáson
A 2004-ben az Antológia-sorozatban megjelent felújított kiadásra felkerült a Miss World angol nyelvű kislemezes változata.
1. Miss World

## Közreműködött
- Omega
  - Benkő László – billentyűs hangszerek
  - Debreczeni Ferenc – dob, ütőhangszerek
  - Kóbor János – ének
  - Mihály Tamás – basszusgitár, szintetizátor
  - Molnár György – gitár
- Szekeres Tamás – gitár
- Presser Gábor – billentyűs hangszerek
- Tunyogi Bernadett, Tunyogi Orsolya, Hastó Zsolt, Szolnoki Péter – vokál
- Horváth Kornél – ütőhangszerek

## Toplistás szereplése
Az album a Mahasz Top 40-es eladási listáján hat héten át szerepelt, legjobb helyezése 20. volt.